# Der fröhliche Weinberg

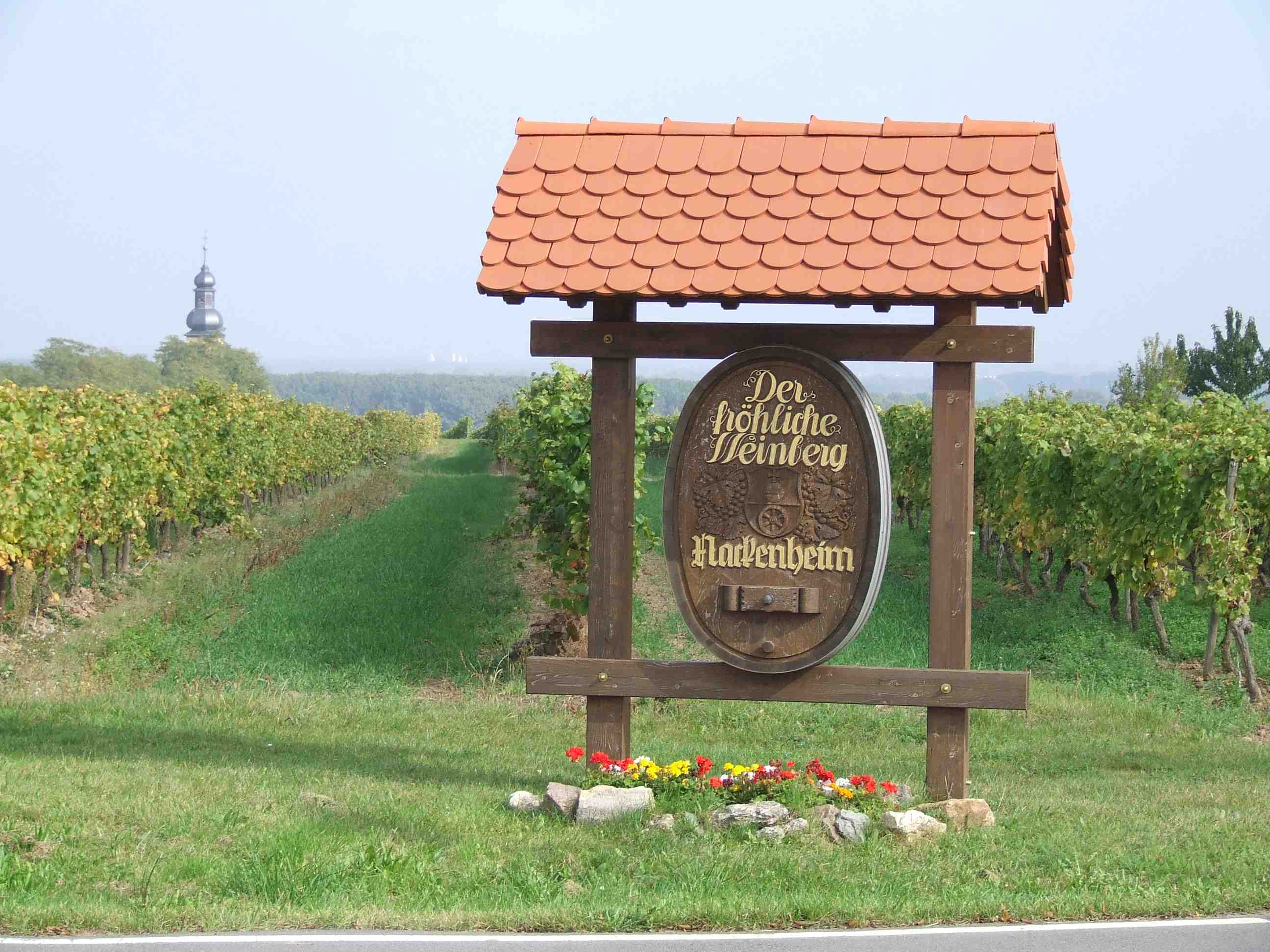
Touristisches Hinweisschild Der fröhliche Weinberg in Nackenheim

Der fröhliche Weinberg ist ein von Carl Zuckmayer verfasstes Lustspiel, das am 22. Dezember 1925 im Theater am Schiffbauerdamm in Berlin uraufgeführt wurde, nachdem es zunächst im Herbst 1925 von sämtlichen Berliner Bühnen abgelehnt worden war. Es gilt als der literarische Durchbruch des Schriftstellers.

## Zum Stück
Der fröhliche Weinberg ist ein gesellschaftskritisches Neues Volksstück, das im Milieu von Winzern, Weinhändlern, Schiffern und Kleinbürgern spielt. Das diesseitsfreudige, derb-realistische Volksstück wurde im Berlin der 1920er Jahre ein durchschlagender Erfolg und war zu dieser Zeit das meistgespielte Theaterstück. Der Autor wurde kurz zuvor von Paul Fechter mit dem Kleist-Preis ausgezeichnet. Die exaltierte, ungebändigte und doch gefühls- und ausdrucksstarke Sprache ist geprägt durch Ausrufe und forcierte Kraftausdrücke. Zusätzlich verwendet Zuckmayer darin einige selbstgeschriebene Lieder.

## Aufbau und Handlungsorte

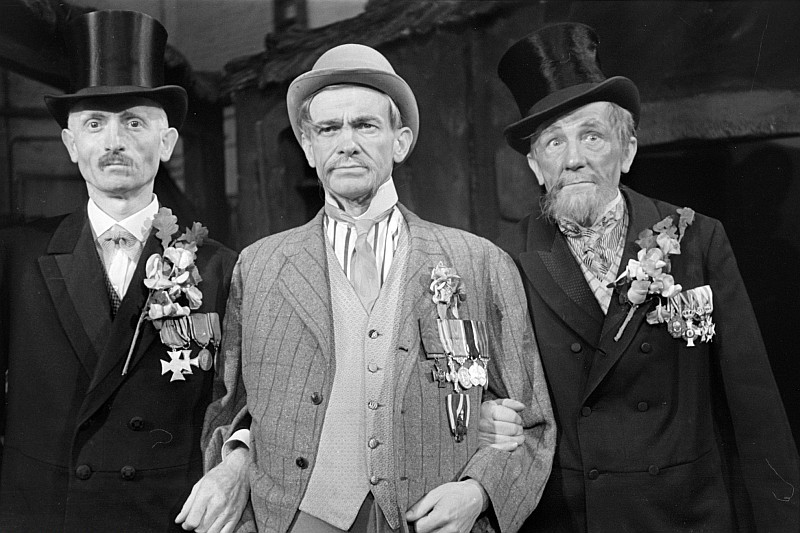
Szenenbild aus dem Stück Der fröhliche Weinberg, Hebbel-Theater, Berlin, 1945

Das Stück spielt, ohne genaue Ortsangabe, im Herbst des Jahres 1921 in einem fiktiven rheinhessischen Winzerdorf mit Rheinblick. Die Handlung beginnt am Spätnachmittag und endet in den frühen Morgenstunden.
Das Stück ist in drei Akte unterteilt, die an folgenden Orten spielen:
- das Haus Gunderloch
- die Landskrone, Wirtschaft des Eismayer
- das Gärtchen des Weinguts Gunderloch

## Sprache
Die Figuren sprechen keinen direkten Dialekt, obwohl das Stück manchmal in der Umgangssprache aufgeführt wird. Auffällig ist auch, dass die Personen in einer zu ihrem gesellschaftlichen Stand passenden Sprache reden. Nach Zuckmayers Regieanweisungen kommt es bei der Aussprache „nicht auf philologische Genauigkeit, sondern auf die Melodie und den Charakter an, der keineswegs idyllisch ist“.

## Inhalt
Das Stück spiegelt das Schicksal des jungen Klärchens wider, das sich mit einem Couleurstudenten verloben soll, um seinem Vater, dem Gutsbesitzer Gunderloch, einen legitimen Erben zu präsentieren, was diesem selbst verwehrt war.

## Hauptrollen

### Jean Baptiste Gunderloch
Jean Baptiste ist ein vitaler alternder Weingutsbesitzer und zugleich Klärchens leiblicher Vater. Er will sein Weingut verkaufen, um sich selbst nach Homburg vor der Höhe aufs Altenteil zurückzuziehen und andererseits seine Tochter und deren zukünftigen Ehemann in gesicherten Verhältnissen wissen. Dies schließt für ihn ein, dass das Klärchen ein legitimes Kind hat, was ihm selbst nicht vergönnt war. Egoistisch wie er ist, erkennt er nicht, dass Klärchen ihren eigenen Kopf hat und teils aus Trotz nicht das tut, was er von ihr will.

### Klärchen Gunderloch
Klärchen will die Entscheidung ihres Vaters akzeptieren, sie aber anders umsetzen, als er denkt, denn sie will aus Liebe heiraten. Klärchen kocht vor Eifersucht, als sie eine Notiz ihres Liebsten (Jochen Most) findet, in der er von einer gewissen Hannelore schwärmt – nicht ahnend, dass es sich nicht um eine Frau, sondern um einen Schleppkahn handelt, den Jochen kaufen will, um Klärchen eine sichere Zukunft zu bieten. Als sich die beiden auf und davon machen wollen, werden sie durch Annemarie dann doch wieder zusammengeführt. Auch Gunderloch erkennt, dass er eine glückliche Tochter braucht, ohne die auch er nicht glücklicher Rentier sein kann.

### Annemarie Most
Sie ist die ca. 50-jährige Hausdame des Gutsbesitzers und Schwester des Jochen Most. Heimlich träumt sie davon, mit Gunderloch auf dem Weingut zu leben.

### Jochen Most
Er ist ein mittelloser Schiffer, wirkt oft roh und primitiv, ist aber empfindsam. Er ist vor allem in Klärchen verliebt, jedoch gekränkt, als sie ihm verspricht, dass der Mann, den sie einmal heiratet, sich um Geld keine Sorgen mehr zu machen braucht. 

### Knuzius
Er ist hochnäsig und egoistisch, gibt sich aber steif-charmant. Zu Beginn lässt er sich vom Klärchen aushalten, hat aber nur das Weingut im Sinn. Deshalb möchte er dem Klärchen möglichst schnell ein Kind machen, wie es Gunderloch als Bedingung stellt, und sich dann vor jeglicher weiterer Verantwortung drücken.

### Weitere Handlungsträger
Eismayer (Wirt), Babettchen Eismeyer (seine Tochter), Rindsfuß, Frau Rindsfuß, Vogelsberger, Stenz, Fräulein Stenz (Weinhändler und Familie), Hahnesand, Löbche Bär (jüdische Weinhändler), Kurrle (Stadtschreiber und Versteigerer), Raunz, Bruchmüller, Chinajockel, Stopski, Ulaneschorsch und weitere Veteranen.

## Rezeption
Der Theaterkritiker Alfred Kerr urteilte über die Uraufführung: 

„Ein Spaß bleibt’s. Im ersten Akt, wenn das Lied vom ‚Rehlein‘ gesungen wird; wenn die Rheinländer sich mehr streiten, was man eigentlich singen soll; wenn dann die große Holzerei ausbricht … und wenn dazu g’soffe wird, was im deutschen Herzen einen Widerhall findet: da brüllt das Haus, noch mehr als die Mimen.“

Nach der gelungenen Premiere 1925 bewarben sich über 100 Bühnen um die Aufführungsrechte. Es rief häufig Beifallsstürme hervor und brachte die Zuschauer zum Lachen, führte aber auch zu Protesten. Zuckmayer gewann zwar das Berliner Publikum, machte sich aber in seiner rheinhessischen Heimat und anderswo viele Feinde, wie die Nackenheimer, die sich nachteilig als Provinzbürger karikiert sahen, die Kriegsveteranen, die sich herabgesetzt fühlten, die Kirche, die sich über die unzüchtige Freizügigkeit ereiferte, und die deutschnationale rechte Presse, die sich über die hohlköpfig dargestellten konservativen Typen erboste. 
Die Komödie führte vor allem wegen der parodistischen Darstellung eines Corpsstudenten zu zahlreichen Skandalen. Ein weiterer Stein des Anstoßes war die Figur des Assessors Knuzius, dessen Sprache vom politischen Jargon nationalistischer Kreise durchsetzt ist und der sich in einer Szene betrunken politisierend auf dem Misthaufen wälzt.
In Mainz musste vor der ersten Vorstellung das Stadttheater abgeriegelt werden, weil rheinhessische Weinbauern eine Demonstration gegen zu hohe Steuern mit einer Attacke gegen das Stück verbanden. Andere dagegen, die nicht die vordergründige „Gesellschaftsfähigkeit“ des Stückes im Visier hatten, sondern sich ernsthaft mit der Kunst des Dramas und der Stärke des Stückes auseinandersetzten, kamen zu einem gegenteiligen Urteil. In München wurde das erfolgreiche Theaterstück am 22. Februar 1926 verboten, um Störungen durch rechtsradikale Gruppen vorzubeugen. Während der Zeit des Nationalsozialismus war das Stück verboten.
Auch heute noch gehört das Stück zu den beliebtesten Werken Zuckmayers und wird häufig aufgeführt, auch von Laiendarstellern.

## Verfilmungen
Der fröhliche Weinberg wurde bisher dreimal verfilmt.
- Die erste Verfilmung war 1927 als schwarzweißer Stummfilm unter der Regie von Jacob und Luise Fleck. Es spielten: Rudolf Rittner (Jean Baptiste Gunderloch), Camilla Horn (Clärchen Gunderloch), Lotte Neumann (Annemarie Most), Camilla von Hollay (Bebettchen Eismeyr), Fritz Odemar (Knuzius), Carl de Vogt (Jochen Most), Heinrich Gotho (Weinhändler Rindsfuß), Karl Harbacher (Weinhändler Stenz), Elisabeth Neumann-Viertel (Frl. Stenz), Friedrich Lobe (Weinreisender Hahnesand), Oscar Ebelsbacher (Weinreisender Löbche Bär), Paul Morgan (Meyer & Sohn) sowie Karl Gerhardt als Standesbeamter. In weiteren Rollen: Carl Reval, Geza L. Weiss sowie Julius von Szöreghy.

- 1952 wurde Zuckmayers Stück unter der Regie von Erich Engel mit Gustav Knuth (Gunderloch), Camilla Spira (Annemarie), Eva Ingeborg Scholz (Klärchen), Willy Reichert (Eismayer), Birgit Doll (Marianne), Käte Pontow (Babettchen), Lutz Moik (Jochen Most), Wilfried Seyferth (Knuzius), Paul Henckels (Rindsfuß), Lotte Rausch (Frau Rindsfuß), Lis Verhoeven (Fräulein Stenz), Willy Millowitsch (Vogelsberger), Herbert Kroll (Dr. Broda), Werner Stock (Dr. Bruchmüller), Carl Luley (Raunz) und anderen verfilmt. Siehe dazu Der fröhliche Weinberg (1952).

- Eine weitere Verfilmung entstand 1961 unter der Regie von Hermann Pfeiffer mit Erwin Linder (Gunderloch), Kurt Großkurth (Eismayer, Wirt), Monika Dahlberg (Klärchen), Annelise Benz (Babettchen), Joachim Teege (Knuzius), Klaus Kindler (Jochen Most), Ingeborg Christiansen (Annemarie Most), Hans Elwenspoek (Rindsfuß, Weinhändler), Georg Lehn (Vogelsberger), Frank Barufski (Stenz), Ursula Langrock (Frau Rindsfuß), Lotti Krekel (Fräulein Stenz), Horst Uhse (Hahnesand, Weinreisender), Konrad Mayerhoff (Löbche Bär), Bernd M. Bausch (Standesbeamter) und anderen.

Die im SWR Fernsehen ausgestrahlte Unterhaltungssendung Fröhlicher Weinberg hat nichts mit Zuckmayers Stück gemeinsam, obwohl der Name auf das Werk zurückgeht.